# Fútbol en los Juegos de Asia Oriental
El fútbol es una de las disciplinas donde se disputan medallas en los Juegos de Asia Oriental.

## Torneo masculino
| Año  | Sede      | · Oro           | Final Resultado     | · Plata         | · Bronce      | Resultado          | Cuarto lugar    |
| ---- | --------- | --------------- | ------------------- | --------------- | ------------- | ------------------ | --------------- |
| 1993 | Shanghái  | Corea del Sur   | liga                | Corea del Norte | China         | liga               | Japón           |
| 1997 | Busan     | Corea del Sur   | liga                | Japón           | China         | liga               | Kazajistán      |
| 2001 | Osaka     | Japón           | 2–1                 | Australia       | Corea del Sur | 4–1                | Kazajistán      |
| 2005 | Macau     | China           | 1–0                 | Corea del Norte | Japón         | 4–1                | Corea del Sur   |
| 2009 | Hong Kong | Hong Kong       | 1–1 e.t. (4–2) pen. | Japón           | Corea del Sur | 1–1 aet (4–2) pen. | Corea del Norte |
| 2013 | Tianjin   | Corea del Norte | liga                | Corea del Sur   | Japón         | liga               | Kong Kong       |

### Títulos por país
| Selección       | Oro | Plata | Bronce | Total |
| --------------- | --- | ----- | ------ | ----- |
| Corea del Sur   | 2   | 2     | 1      | 5     |
| Japón           | 1   | 2     | 2      | 5     |
| Corea del Norte | 1   | 2     | 0      | 3     |
| China           | 1   | 0     | 2      | 3     |
| Hong Kong       | 1   | 0     | 0      | 1     |
| Kazajistán      | 0   | 0     | 1      | 1     |

## Torneo femenino
| Año  | Sede    | · Oro           | Final Resultado | · Plata | · Bronce | Resultado | Cuarto lugar |
| ---- | ------- | --------------- | --------------- | ------- | -------- | --------- | ------------ |
| 2013 | Tianjin | Corea del Norte | liga            | China   | Japón    | liga      | China Taipéi |

### Títulos por país
| Selección       | Oro | Plata | Bronce | Total |
| --------------- | --- | ----- | ------ | ----- |
| Corea del Norte | 1   | 0     | 0      | 1     |
| China           | 0   | 1     | 0      | 1     |
| Japón           | 0   | 0     | 1      | 1     |